# Мананникова, Анастасия Николаевна
Анастасия Николаевна Мананникова (род. 24 июля 2003 года, Оренбург, Оренбургская область) — российская дзюдоистка, призёрка чемпионата России 2023 по дзюдо. Мастер спорта.

## Биография
Анастасия является воспитанницей оренбургского ДЮСШ «Газовик», первыми тренерами Анастасии были Юрий Левин и Денис Владов. До 2023 года представляла Свердловскую область, тренируясь в СШОР по самбо и дзюдо города Берёзовский.

## Спортивная карьера
В 2019 году выступила на открытом кубке Европы среди кадетов в португальском городе Коимбра и в Туле. Участница кубка Европы среди взрослых 2021, который проходил в Оренбурге. В апреле 2021 года пришла третьей на всероссийском турнире на призы федерации дзюдо Санкт-Петербурга. В конце сентября 2023 года впервые выиграла бронзовую медаль чемпионата России в Кемерово. В начале 2024 года Анастасия начала представлять региональный центр спортивной подготовки по дзюдо Челябинской области им. А.Е. Миллера. В апреле 2024 Анастасия добыла бронзовую медаль на первенстве России до 23 лет, который прошел в Красноярске.

## Спортивные результаты
- 2023 Чемпионат России — ;
- 2024 Первенство России до 23 лет — ;
- 2025 Первенство России до 23 лет — ;[10]